# Río Ñacunday
El Río Ñacunday es un curso de agua del sureste del Paraguay, en el departamento de Alto Paraná. Este río atraviesa el municipio de Ñacunday, que lleva su mismo nombre. Su origen se encuentra en la confluencia de los arroyos Charara  y Yñarõ que marcan la frontera natural entre los departamentos de Caazapá y Alto Paraná. A partir de este punto de confluencia, el río Ñacunday fluye completamente dentro del departamento de Alto Paraná hasta desembocar en el Río Paraná por su margen izquierda.
Su etimología es de origen en Idioma guaraní y tiene un significado aún por definir en el castellano. Aun así existen diversas fuentes del origen del nombre incierto o de manera no oficial. (Ñacunda - ¿? ; Y - Agua.)
El río Ñacunday tiene una extensión de 180 kilómetros y atraviesa una de las regiones aún mejor conservadas de lo que fue el exuberante vegetación de la Selva Paranaense con importantes bosques en gran parte de su recorrido aun así sigue bastante vulnerable a la gran expansión de la frontera agrícola que abre nuevos espacios de cultivo extensivos de parte de la cosecha de la Soja y otros granos. Este río también atraviesa uno de los suelos más fértiles y con más elevación en su relieve, producto de ellos se encuentra la formación natural de las Cataratas del Ñacunday que se encuentra dentro del Parque nacional Ñacunday de gran altura en donde también es posible encontrar diferentes especies exóticas de la fauna que poseía la selva Paranaense.

## Demografía
Este rio no presenta grandes asentamientos urbanos a lo largo de su recorrido hecho que contribuyen en gran medida a la buena preservación de este curso hídrico del sur del departamento de Alto Paraná.
Aun así este río es atravesado por la Ruta 6 (Paraguay) y varios caminos y red de carreteras departamentales sin pavimentar o tipo empedrado que comunican con pueblos agrícolas y cooperativas de productoras lácteas y silos de granos.
- San Cristóbal en su curso alto y limítrofe con el departamento de Caazapá.

- Naranjal (Paraguay) en su curso medio, aquí es atravesado en parte por la Ruta 6 (Paraguay).
- Iruña (Paraguay) en su curso medio, también es atravesado por la Ruta 6.
- Ñacunday (Paraguay) en su curso medio y final, aquí es donde termina su recorrido y dónde se encuentra el Parque nacional Ñacunday.

- Rio Ñacunday

- Datos: Q35447768